# Szkoła Podstawowa im. Kazimierza Sucheckiego w Wylewie
Szkoła Podstawowa im. Kazimierza Sucheckiego w Wylewie – szkoła podstawowa w Wylewie.

## Historia
Szkoła 1-klasowa w Wylewie została utworzona 1 sierpnia 1894 roku reskryptem Rady Szkolnej Krajowej. W 1894 roku zbudowano drewniany budynek szkolny. W 1902 roku w szkole było 121 dzieci. 
Pierwszym nauczycielem została Bronisława Kiernicka, a od 1910 roku szkoła posiadała nauczycieli pomocniczych, którym była Maria Mikulska (1910–1914?).
W 1947 roku kierownikiem szkoły była Maria Mężyńska, a nauczycielką pomocniczą była Kornelia Łańcucka.
14 czerwca 1987 roku szkole nadano imię prof. dra Kazimierza Sucheckiego.
Kierownicy szkoły.
1894–1896. Bronisława Kiernicka
1896–1914(?). Zofia Janiszewska.
1923– ?. Franciszka Wlazłówna.
1932– ?. Adam Grzegorzak.